# Enfermedad sistémica
Una enfermedad sistémica es aquella que afecta varios órganos y tejidos, o afecta al cuerpo como un todo.

## Ejemplos
- Mastocitosis, incluido el síndrome de activación de mastocitos y la esofagitis eosinofílica
- Síndrome de fatiga crónica
- Vasculitis sistémica, por ejemplo: SLE, PAN
- Sarcoidosis: una enfermedad que afecta principalmente a los pulmones, el cerebro, las articulaciones y los ojos, que se encuentra con mayor frecuencia en mujeres afroamericanas jóvenes
- Hipotiroidismo: donde la glándula tiroides produce muy pocas hormonas tiroideas
- Diabetes mellitus: un desequilibrio en los niveles de glucosa (azúcar) en la sangre
- Fibromialgia
- Insuficiencia suprarrenal: donde las glándulas suprarrenales no producen suficientes hormonas esteroides
- Enfermedad celíaca: una enfermedad autoinmune desencadenada por el consumo de gluten, que puede afectar a varios órganos y causar una variedad de síntomas, o ser completamente asintomática.[2]
- Colitis ulcerosa: una enfermedad inflamatoria intestinal
- Enfermedad de Crohn: una enfermedad inflamatoria intestinal
- Hipertensión (presión arterial alta)
- Síndrome metabólico
- SIDA: una enfermedad causada por un virus que paraliza las defensas inmunes del cuerpo
- Enfermedad de Graves-Basedow: un trastorno de la tiroides, con mayor frecuencia en mujeres, que puede causar bocio (hinchazón en la parte frontal del cuello) y ojos saltones
- Lupus eritematoso sistémico: un trastorno del tejido conectivo que afecta principalmente a la piel, las articulaciones y los riñones.
- Artritis reumatoide: una enfermedad inflamatoria que ataca principalmente las articulaciones. Pero también puede afectar la piel, los ojos, los pulmones y la boca de una persona
- Aterosclerosis: un endurecimiento de las arterias
- Enfermedad de células falciformes: un trastorno sanguíneo hereditario que puede bloquear la circulación en todo el cuerpo, afectando principalmente a personas de origen subsahariano
- Miastenia gravis
- Esclerosis sistémica
- Sinusitis

## Detección
Hacerse un examen ocular regular puede desempeñar un papel en la identificación de los signos de algunas enfermedades sistémicas. "El ojo está compuesto de muchos tipos diferentes de tejido. Esta característica única hace que el ojo sea susceptible a una amplia variedad de enfermedades y proporciona información sobre muchos sistemas del cuerpo. Casi cualquier parte del ojo puede dar pistas importantes para el diagnóstico de enfermedades sistémicas. Los signos de una enfermedad sistémica pueden ser evidentes en la superficie externa del ojo (párpados, conjuntiva y córnea), en el medio del ojo y en la parte posterior del ojo (retina)".
Desde 500 a. C., algunos investigadores han creído que la condición física de las uñas de las manos y los pies puede indicar diversas enfermedades sistémicas. Un examen cuidadoso de las uñas de las manos y los pies puede proporcionar pistas sobre las enfermedades sistémicas subyacentes, ya que se ha descubierto que algunas enfermedades causan interrupciones en el proceso de crecimiento de las uñas. La placa de la uña es la cubierta dura de queratina de la uña. La placa de la uña es generada por la matriz de la uña ubicada justo debajo de la cutícula. A medida que la uña crece, el área más cercana a exponerse al mundo exterior (distal) produce las capas más profundas de la placa ungueal, mientras que la parte de la matriz ungueal más profunda dentro del dedo (proximal) forma las capas superficiales. Cualquier interrupción en este proceso de crecimiento puede conducir a una alteración en la forma y textura. 
Por ejemplo, las hendiduras parecen depresiones en la parte dura de la uña. Las picaduras se asocian con la psoriasis y afectan del 10% al 50% de los pacientes con ese trastorno. Las hendiduras también pueden ser causadas por una variedad de enfermedades sistémicas, que incluyen artritis reactiva y otros trastornos del tejido conectivo, sarcoidosis, pénfigo, alopecia areata e incontinentia pigmenti. Debido a que la matriz de la uña proximal causa la formación de picaduras por la capa defectuosa de la placa ungueal superficial, cualquier dermatitis localizada (por ejemplo, dermatitis atópica o dermatitis química) que interrumpe el crecimiento ordenado en esa área también puede causar picaduras.